# Villa Ravera
La Villa Ravera és un edifici històric neorenaixentista d'Ivrea, al Piemont (Itàlia). Va ser construïda el 1897 pel doctor Demaria.